# Kim Herforth Nielsen
Kim Herforth Nielsen (født 28. marts 1954 i Sønderborg) er en dansk arkitekt.
Nielsen er MAA/RIBA og tog afgang fra Arkitektskolen i Aarhus i 1981. I 1986 grundlagde Kim Herforth Nielsen sammen med Hans Peter Svendler Nielsen og Lars Frank Nielsen tegnestuen Nielsen, Nielsen og Nielsen (3xNielsen) i Århus. I dag hedder tegnestuen 3XN, og Kim Herforth Nielsen er den eneste Nielsen tilbage.
Som kreativ leder i 3XN har Herforth Nielsen stået i spidsen for en lang række danske og internationale projekter som Den danske Ambassade i Berlin, Muziekgebouw i Amsterdam, Museum of Liverpool, Ørestad Gymnasium i København samt hovedsæder for en række store virksomheder – herunder Deloitte, Sampension, KPMG, Saxo Bank, Horten og Swedbank.
I 2009 modtog Kim Herforth Nielsen C.F. Hansen Medaillen. Han har tidligere modtaget Eckersberg Medaillen og det danske Ridderkors.

## Hovedprojekter
- Swedbank, hovedsæde, SE, 1. præmie (2010)
- Retten på Frederiksberg, København, DK (2009)
- Bro over Inderhavnen, fodgængerbroer, København, DK (2009)
- Dublin Concert Hall, koncertsal, Dublin, IE (2009)
- Daimler, hovedsæde, Stuttgart-Untertürkheim, DE (2009)
- Horten, hovedsæde, Tuborg Havn, DK (2006-2009)
- CPH Arch, 2 tårne og en bro, København, DK (2008)
- Kulturhus Utrecht, bibliotek, biograf og boliger, NL (2008)
- KPMG, hovedsæde, København, DK (2008-2011)
- Marmormolen, masterplan, København, DK, 1. præmie (2008)
- Den Blå Planet, nyt Danmarks Akvarium, København, DK, 1. præmie. (2008-2013)
- Z-Raderna, boliger, Stockholm, SE, 1. præmie (2008-)
- Kubus, Berlin, DE, 1. præmie (2007-)
- Teater og Jazzhus, Molde, NO, 1. præmie (2007-2011)
- Lighthouse, boliger og erhverv, Århus Havn, DK, 1. præmie (2006-)
- Rainbow, boliger og erhverv, Dublin, IE, 2. præmie (2006-)
- Barcode, boliger og erhverv, Oslo, NO (2007-)
- Bella Hotel, København, DK, 1. præmie (2006-2011)
- Horsens Stadion, DK, 1. præmie (2006-2009)
- Middelfart Sparekasse, DK, 1. præmie (2006-2010)
- Rådhus i Nieuwegein, NL (2006-2011)
- Arts and Media Centre, University of Salford, Manchester, UK, 1. præmie (2005-)
- Museum of Liverpool, UK, 1. præmie (2005-2010)
- Saxo Bank, hovedsæde, Tuborg Havn, DK, 1. præmie (2005-2008)
- Muziekgebouw, Amsterdam, NL (2005)
- Deloitte Huset, København, DK (2001-2005)
- Tangen Videregående Skole, Kristiansand, NO, 1. præmie (2004-2009)
- Ørestad Gymnasium, København, DK, 1. præmie (2003-2007)
- Alsion, Sønderborg, DK, 1. præmie (2002-2007)
- DFDS Passagerterminal, København, DK (2003-2004)
- Den Danske Ambassade i Berlin, DE (1999)
- Arkitekternes Hus, København, DK (1996)

## Hædersbevisninger
- 1988: Nykredits Arkitekturpris
- 1999: Eckersberg Medaillen
- 2000: Ridder af Dannebrog
- 2009: C.F. Hansen Medaillen
- Har desuden modtaget priser i tegnestuesammenhæng, bl.a. RIBA (2005, 2007, 2009) og Mipim (2004, 2006)

## Tillidshverv
- Dommer i Akademisk Arkitektforening
- Censor for Akademiraadet
- Medlem af Det Kongelige Akademi for de Skønne Kunster
- Medlem af Akademiraadets og Kunstnersamfundets jury 1999–2002
- Medlem af Danske ARKs Priskomité
- Medlem af Censurkomiteen ved Charlottenborg Efterårsudstilling 1990–1994
- Medlem af Det Kongelige Akademi for de Skønne Kunster
- Medlem af Kunstnersamfundet
- Jurymedlem i en række internationale sammenhænge, bl.a. ved World Architecture Festival (2008, 2009)